# Сисайд (Флорида)
Сисайд (англ. Seaside) — плановое поселение на побережье мексиканского залива в штате Флорида, округ Уолтон, расположенное между Панама-Сити-Бич и Дестином. Ближайшие города Сент-Питерсберг и Клируотер. Это один из первых населённых пунктов в Америке, спроектированных на принципах Нового Урбанизма, в следствии чего город стал темой для лекций и обсуждений в архитектурных учебных заведениях и статьях в журналах о жилищной индустрии. Его посещают профессионалы в области дизайна со всей страны .

## История
Сисайд был основан в 1981 году . Идея о создании такого поселения возникла в 1946 году, когда дедушка будущего основателя Роберта С. Дэвиса купил 80 акров (32,4 га) земли вдоль побережья Северо-Западной Флориды для летнего отдыха со своей семьёй.
В 1978 году Дэвис унаследовал участок от своего деда и решил преобразовать его в старомодный прибрежный городок с традиционными деревянными коттеджами Флорида Панхэндл. Дэвис, его жена Дарил и архитектурные партнеры, лауреаты премии Дрихауса, Андрес Дуани и Элизабет Платер-Зайберк из компании Duany Plater-Zyberk & Company исследовали маленькие южные города для планирования Сисайда. Окончательное строительство было завершен в 1985 году.
Город использовался в качестве основной локации для съемок фильма Шоу Трумана с Джимом Керри в главной роли.

## Местоположение

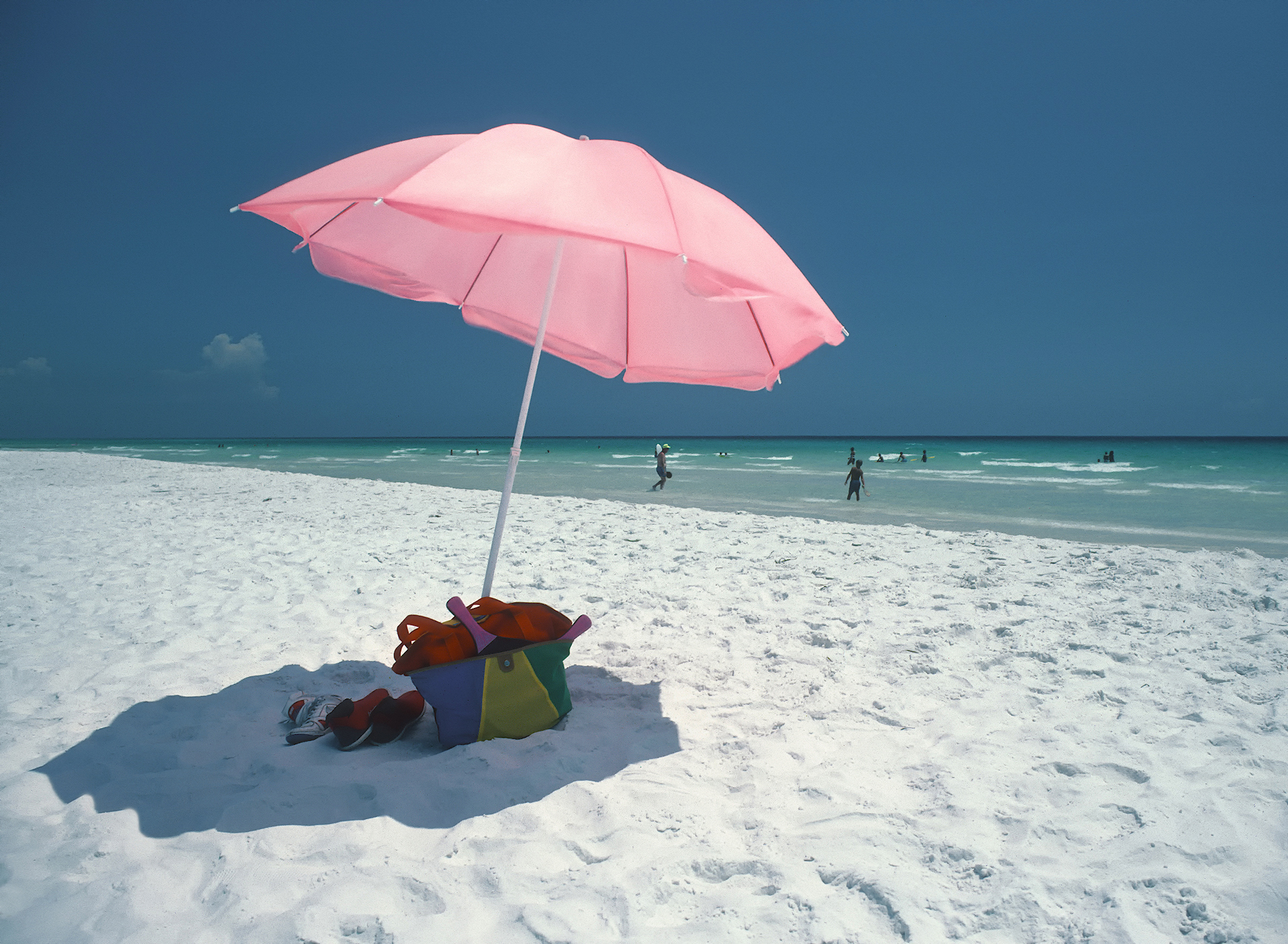
Пляж Сисайда

Сисайд расположен вдоль по County Road 30A, прямо на побережье Мексиканского залива, и находится в 8 милях юго-восточнее, от Мирамар-Бич и в 16 милях северо-западнее 98 федеральной автострады.

## Дизайн
Сисайд — это одно из трех плановых поселений на побережье Флориды, спроектированных Андресом Дуани и Элизабет Платер-Зайберк. Два других — это Розмари-Бич и Алис-Бич. Все три являются примерами стиля градостроительства, известного как Новый урбанизм.
Поскольку территория Сисайда является частной собственностью, никакие другие муниципальные власти не имели права на планирование в этом районе, что позволило застройщикам разработать собственные нормы зонирования.
Индивидуальные жилые постройки в Сисайде должны отличаться от других зданий, при этом их дизайн варьируется от таких стилей, как Викторианский, Новая классика, Современная архитектура, Постмодерн и Деконструктивизм. В Сисайде можно найти здания, спроектированные такими архитекторами, как Альдо Росси, Стивен Холл, Дебора Берке, Сэмюэл Мокби, Стив Баданес, Дэвид Коулман и многими другими. Еще один лауреат премии Дрихауса, архитектор Скотт Меррилл, спроектировал межконфессиональную часовню Сисайда, которая является местной достопримечательностью.
В Сисайде нет частных передних дворов, и в качестве растений в передних садах используются только местные виды.

## События и мероприятия
В рамках Ежегодного Фестиваля песен 30A, организованного "Ассоциацией Культурных Искусств Уолтон Кантри", певцы-авторы песен со всего США выступают на площадках вдоль Хайвэя 30A и на некоторых площадках в самом Сисайде.
Каждый год в марте в Сисайде проходит Полумарафон и забег на 5000 метров, которые привлекают бегунов со всей страны. Это событие быстро становится одним из ведущих беговых мероприятий региона. Количество участников в 5K забеге ограничено первыми 800 зарегистрировавшимися, а полумарафон — первыми 2200. Топ-3 бегуна из каждой возрастной группы получают приз, а каждый участник полумарафона получает медаль по завершении забега. Участникам разрешено участвовать любом из забегов.
Другие мероприятия включают Фестиваль Вина Seeing Red , танцевальный фестиваль, фермерский рынок и праздничные мероприятия, такие как ежегодная постановка Щелкунчика.

## Известные жители
- Мэтт Гетц, конгрессмен от штата Флорида.[15]
- Дон Гетц, государственный сенатор Флориды, брат Мэтта Гетц. Родители Гетцов проживают в Сисайде до сих пор.[15]

## Галерея

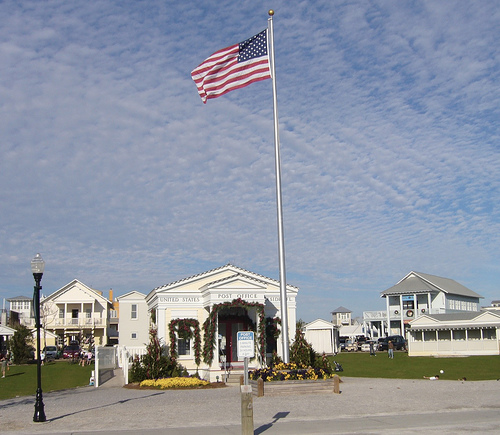
Центральная площадь
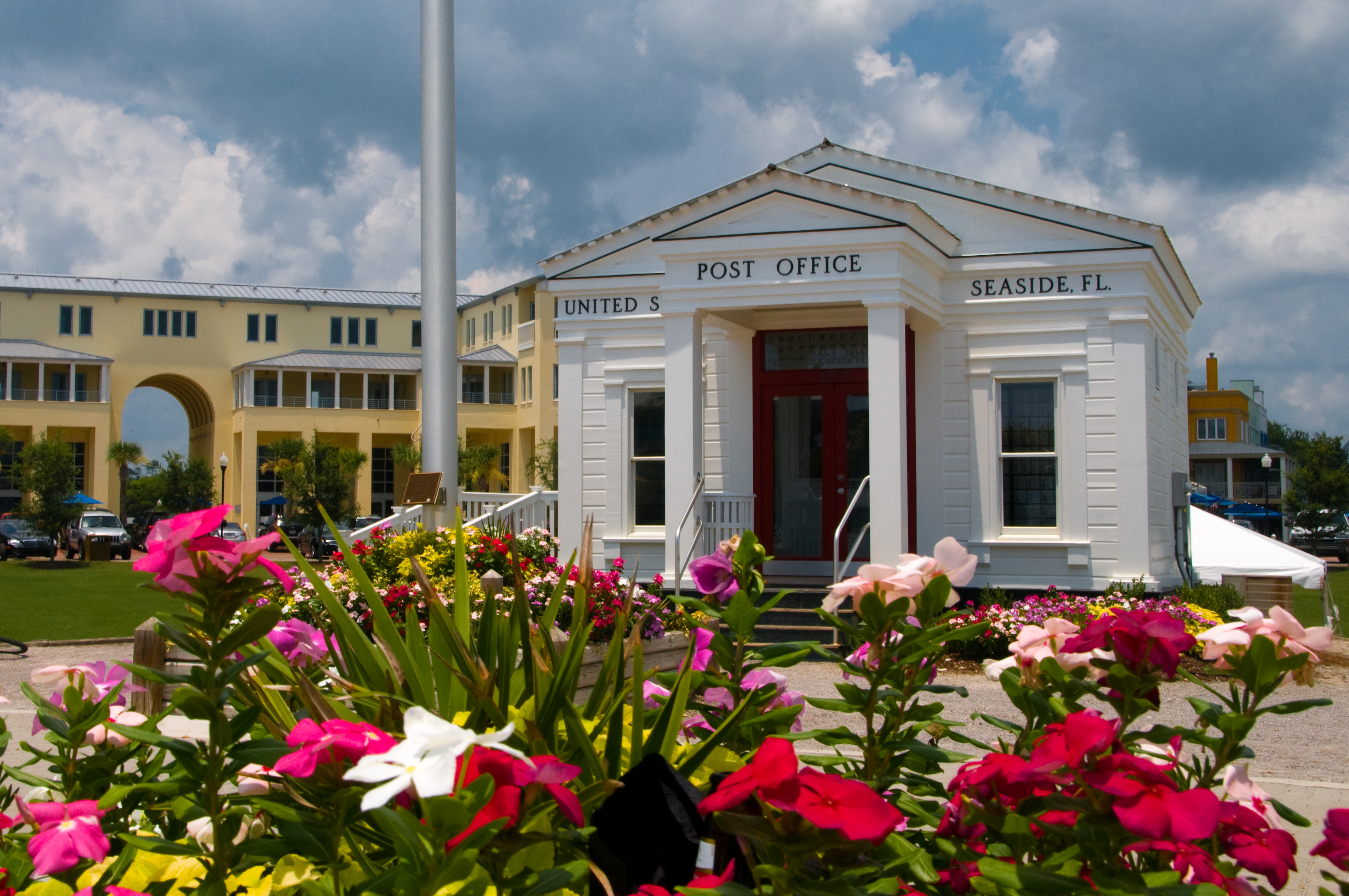
Отделение почты
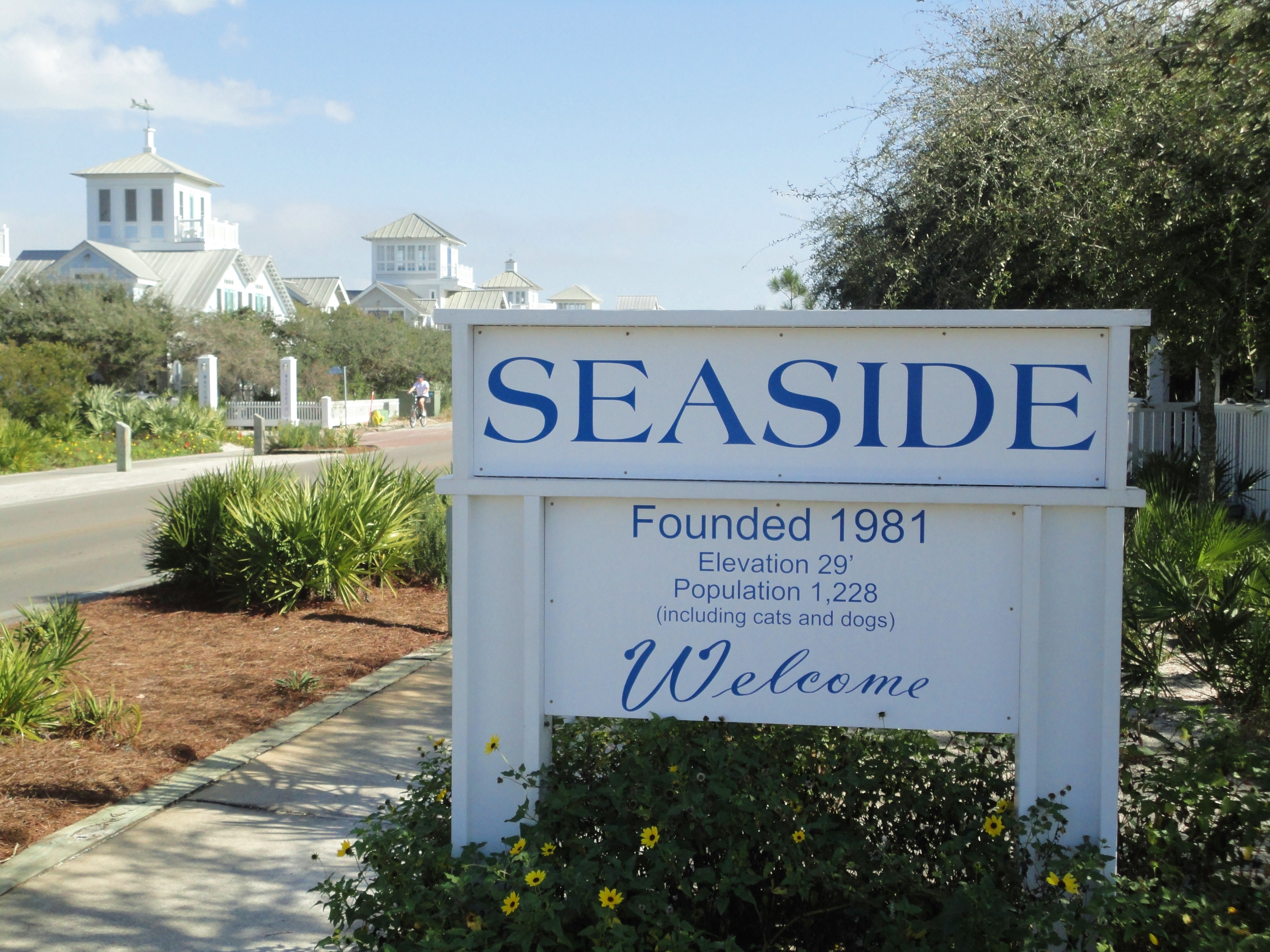
Табличка на въезде в город
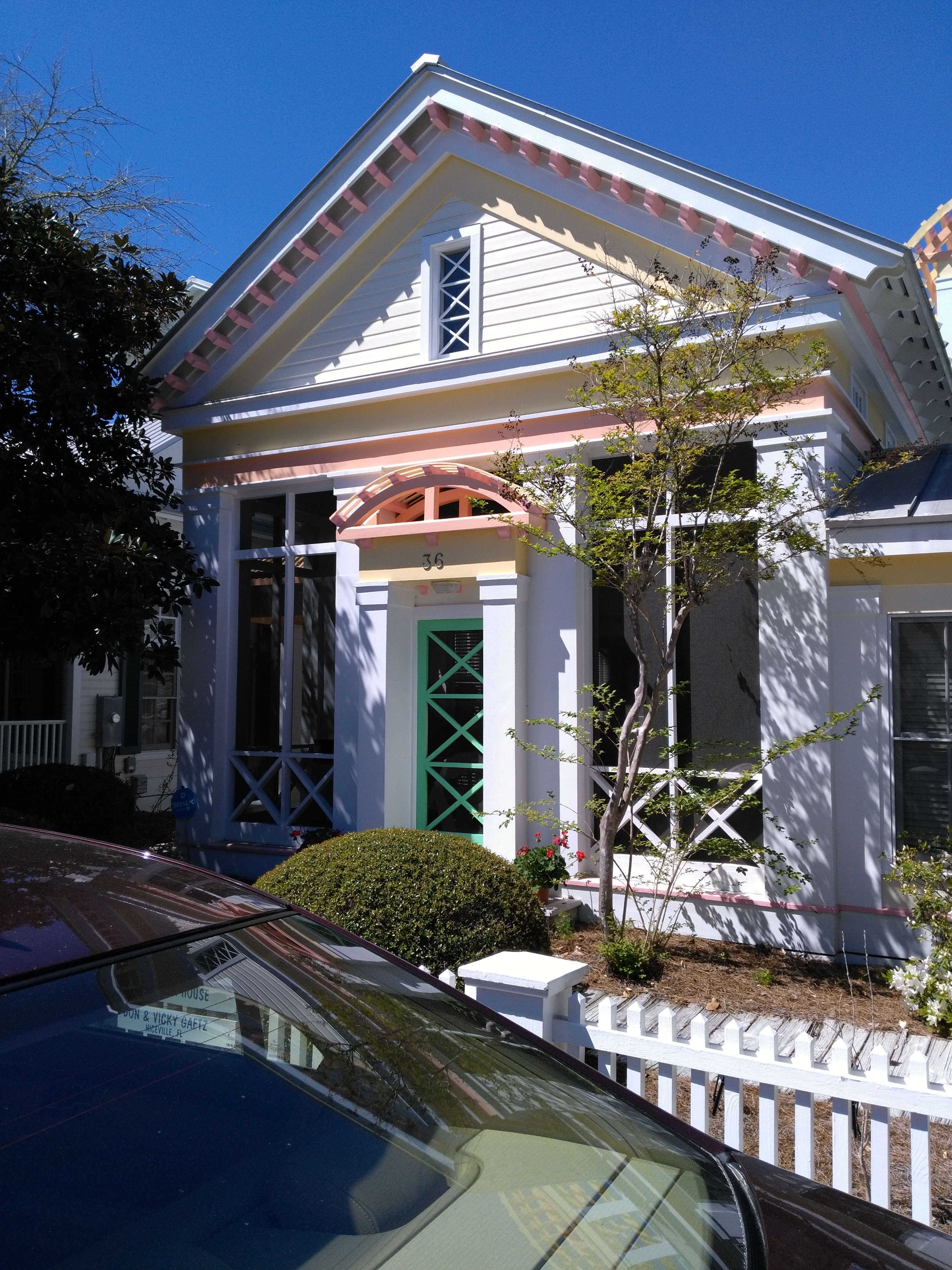
Дом Трумана
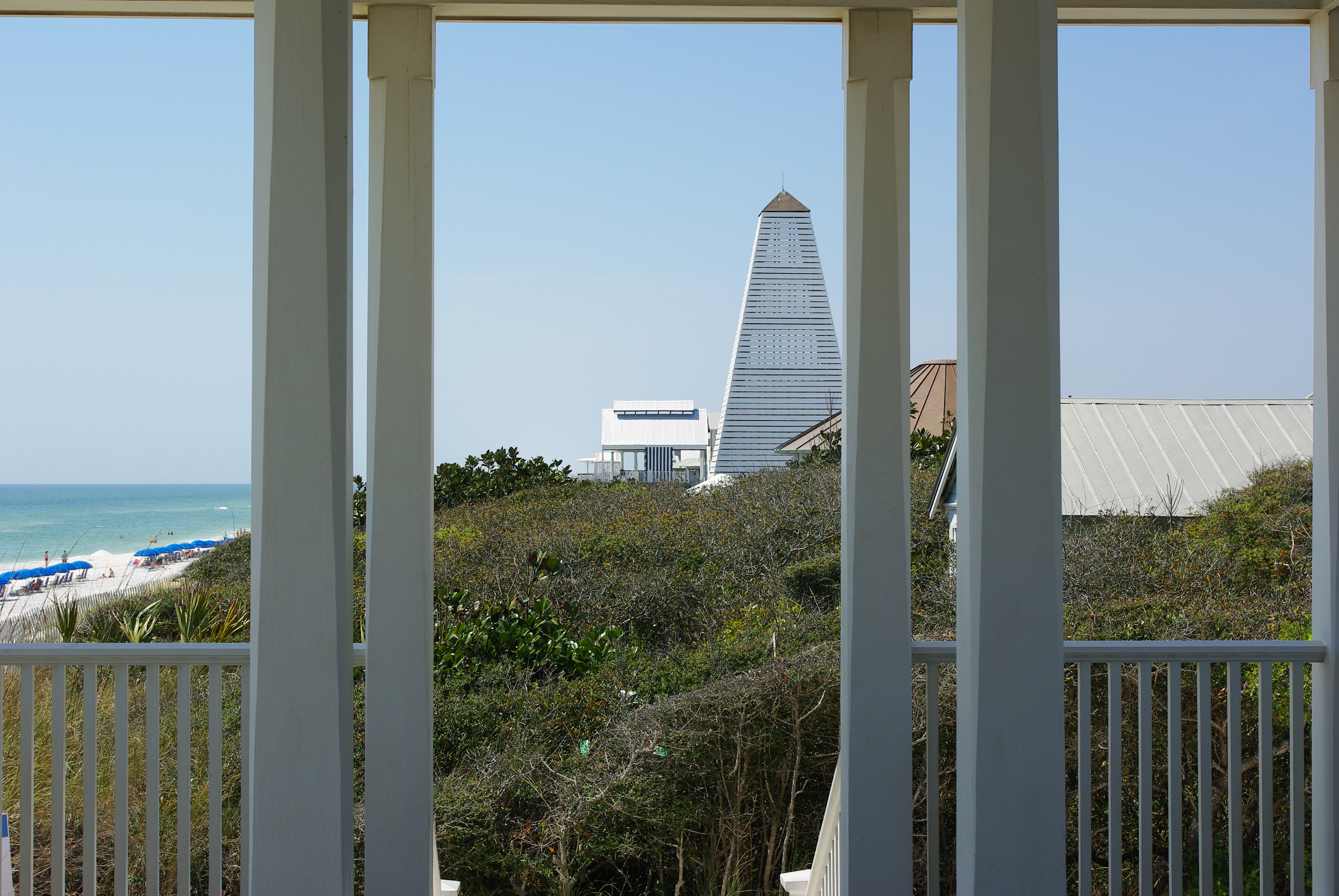
Башня на побережье
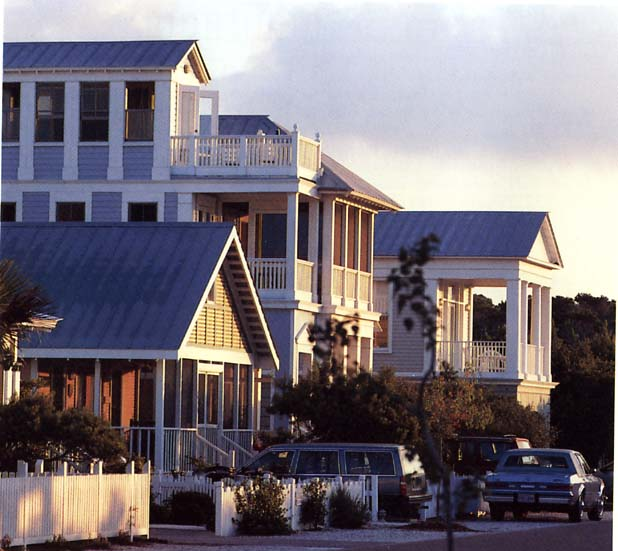
Архитектура Сисайд
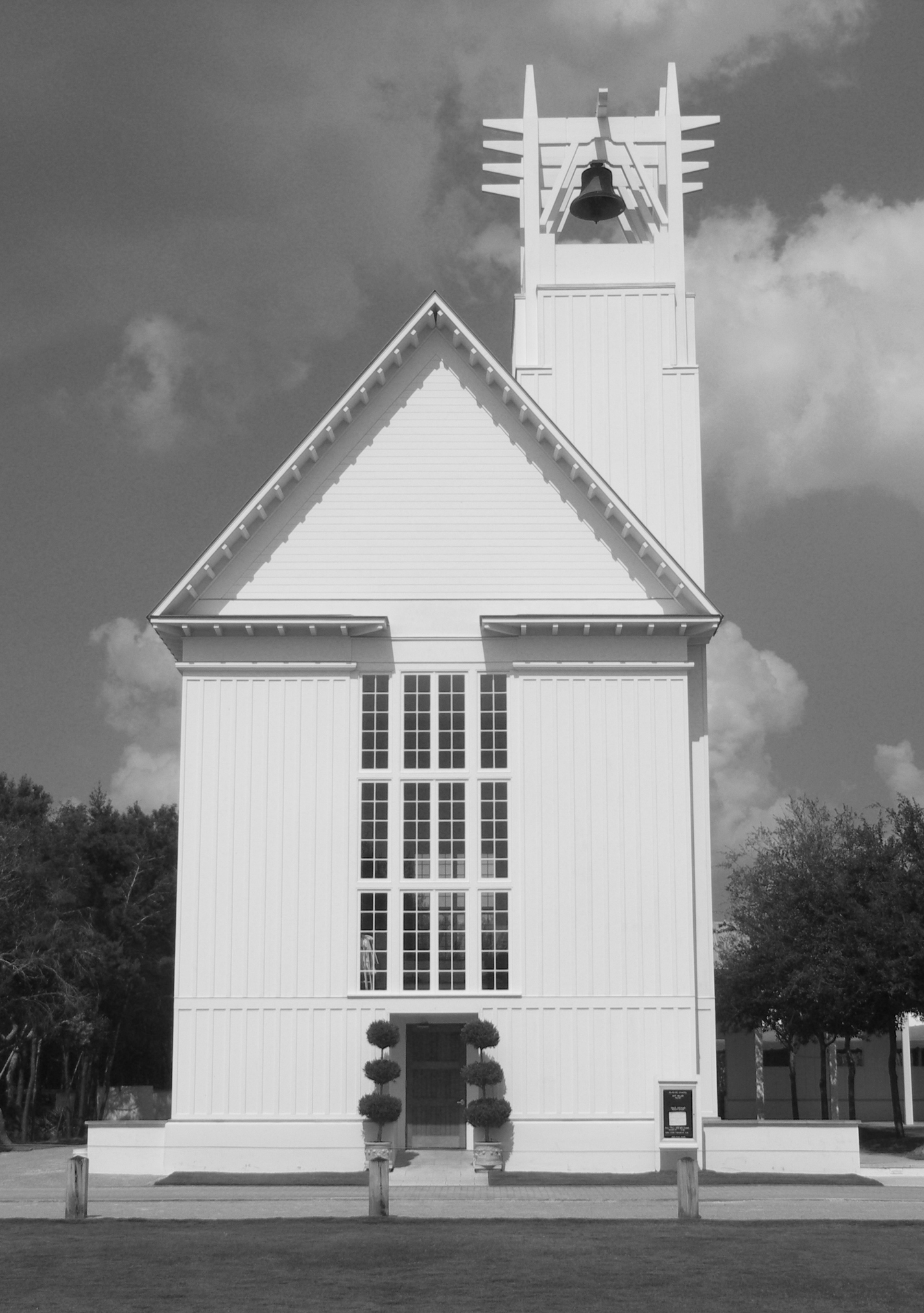
Церковь в Сисайд, спроектированная в 2001 году.